# Eopshin
Eopshin, Eopsin o Eobsin (Hangul: 업신; Hanja: 業 神) es la diosa del almacenamiento y la riqueza en la mitología y el Chamanismo coreano. Es una de los Gashin, o deidades que protegen la casa. Sin embargo, a diferencia de otros Gasin, que se cree que encarnan ollas, papel y otros objetos inanimados, Eopshin es especial porque aparece en forma animal. Esto se debe a que los coreanos consideraban a las serpientes y comadrejas, que comían ratones y ratas, santos.

## Etimología
Debido a que a lo largo de la historia de Corea, los académicos usaron caracteres chinos, Eopshin se representa a través de '業 神'. Esto literalmente significa "Diosa de las profesiones". Por lo tanto, es posible que el nombre de Eopshin se derive de los caracteres '業 神', que es adecuado para una diosa de la riqueza.
Sin embargo, hay otra teoría de que '業 神' era solo la representación china del nombre coreano de Eopshin. Los eruditos ven relacionadas las religiones de mongoles, japoneses y ryukyuanos, que son étnica y culturalmente similares a Corea.
1. En Mongolia, hay Ovoos, o mojones chamanísticos. Algunos estudiosos ven la similitud lingüística entre 'Eob' y 'Ovoo'. (el sufijo '-sin' simplemente significa 'dios').
2. En Japón, hay dioses del pueblo llamados Ubusuna. Otros estudiosos comparan 'Eob' con 'Ubusuna'.
3. En las islas Ryūkyū, hay un dios del pueblo llamado Ibi. Lo comparan con Eopshin.[2]

## Adoración
En general, se creía que Eopsin encarnaba culebras ratoneras y, menos común, en comadrejas y sapos. Raramente, se creía que Eopshin era ganado bovino, porcino, gallos o perros. Incluso hay registros de Ineob o Eopshin en forma humana.
Los coreanos creían que tenían que adorar a Eopshin (junto con Teojushin) para ser ricos, ya que ella era la diosa del almacenamiento, que poseía dinero. Por lo tanto, los coreanos no dañaban ni ahuyentaban a las serpientes ratoneras ni a las comadrejas, ni siquiera cuando entraban en la casa. Cuando la culebra ratonera, la comadreja, el sapo, etc., abandonaban la casa, se creía que Eopshin había abandonado la casa. Debido a que se creía que la falta de Eopshin causaba bancarrota, los coreanos impedían que los animales abandonaran el hogar.
En algunas regiones, la gente creía que Eopshin se encarnaba en una olla llamada Eob Hangari. La familia colocaba arroz dentro de la olla (como el Seongju Danji de Seongjushin) y lo cubría con un paraguas de paja (como el Teojutgari del Teojushin).
En los hogares pobres que carecían de almacenamiento, los coreanos tejían dos cestas de paja. Las cestas se colocaban en el pasillo de la casa y se creía que contenían a Eopshin.
En festivales o después de la cosecha, la gente hacía sacrificios y rezaba a Eopshin.

## Creencias
Se creía que Eopshin era una serpiente negra que tenía orejas. Era casi invisible, pero podía aparecer como culebra ratonera, otros animales o humanos. Si la diosa aparecía en el sueño de una persona, la persona experimentaría problemas de dinero. Eopshin a menudo se mezclaba con otros Gashin. La deidad Eobseongjo (Hangul: 업 성조, Hanja: 業 成 造) es una mezcla de Eopshin y Seongjushin (dios de la casa), y la deidad Eobdaegam (Hangul: 업 대감) es una mezcla de Eopshin y Teojushin (diosa de los  tierra).

## Isla de Jeju
En la isla de Jeju, la diosa de la riqueza es Chilseongshin. Mientras que en el continente, los Chilseongsin son los dioses de las estrellas, en la isla de Jeju, Chilseongsin es la diosa del almacenamiento. El Chilseongsin de la isla de Jeju es casi exactamente el mismo con el continente Eopsin.

## En mitología
El Chilseong Bonpuri es un mito sobre Chilseongsin, el equivalente de la isla Jeju de Eopsin.
Hace mucho tiempo, Jang Seollyung y Song Seollyung, que vivían en China, tenían una niña. Sin embargo, cuando la muchacha dio a luz a un niño a través del sexo prematrimonial, el niño fue arrojado al mar en una caja de hierro. En su largo viaje por los mares, la chica se convirtió en una serpiente y dio a luz a siete hijos, que también eran serpientes.
La caja de hierro flotaba alrededor de la costa de la isla de Jeju, pero los dioses de las aldeas costeras mantenían la caja lejos de sus aldeas. Cuando la caja de hierro llegó a la aldea Hamdeok en la isla de Jeju, los aldeanos se asustaron de la chica reptiliana y la abandonaron.Ella los maldijo y toda la gente de Hamdeok se enfermó. Finalmente supieron que la niña era una diosa. Como resultado, la gente adoron a la niña en lugar de la deidad patrona del pueblo, Seomul Halmang.
Seomul Halmang persiguió a la niña serpiente y esta huyó en secreto a la Fortaleza de Jeju. Allí, ella siguió a la esposa de la familia Song. La niña serpiente bendijo a los Song, y la familia se convirtió en la familia más rica de la tierra. Cuando el resto de la isla de Jeju se enteró de esto, adoraron a la niña serpiente y a sus hijos. Ella y sus siete hijos se convirtieron en dioses.
La niña serpiente y su séptimo hijo se convirtieron en los dos Chilseongsin, los dos dioses del almacenamiento. El primer niño se convirtió en la deidad de la cosecha, el segundo niño se convirtió en la deidad del sistema judicial, el tercer niño se convirtió en la deidad de la prisión, el cuarto niño se convirtió en la deidad del huerto, el quinto niño se convirtió en la deidad de los almacenes operados por el gobierno, y el sexto niño se convirtió en la deidad de las oficinas gubernamentales.